# 81 Batalion Ochrony Pogranicza
Samodzielny Batalion Ochrony Pogranicza nr 81 – samodzielny pododdział Wojsk Ochrony Pogranicza.

## Formowanie i zmiany organizacyjne
Na podstawie rozkazu MON nr 055/org. z 20 marca 1948, na bazie Wrocławskiego Oddziału WOP nr 11, sformowano 23 Brygadę Ochrony Pogranicza, a 53 komendę odcinka WOP przemianowano na batalion Ochrony Pogranicza nr 81.
Rozkazem Ministra Obrony Narodowej nr 205/Org. z 4 grudnia 1948, z dniem 1 stycznia 1949, Wojska Ochrony Pogranicza podporządkowano Ministerstwu Bezpieczeństwa Publicznego. Zaopatrzenie batalionu przejęła Komenda Wojewódzka Milicji Obywatelskiej.
Z dniem 1 stycznia 1951, na podstawie rozkazu MBP nr 043/org z 3 czerwca 1950, na bazie 23 Brygady Ochrony Pogranicza, sformowano 5 Brygadę Wojsk Ochrony Pogranicza, a 81 batalion Ochrony Pogranicza przemianowano na 54 batalion WOP.

## Struktura organizacyjna
Dyslokacja batalionu przedstawiała się następująco :
- dowództwo batalionu – Wałbrzych
- 245 strażnica Ochrony Pogranicza – Łomnica
- 246 strażnica Ochrony Pogranicza – Goleńsk
- 247 strażnica Ochrony Pogranicza – Okrzeszyn
- 248 strażnica Ochrony Pogranicza – Lubawka
- 249 strażnica Ochrony Pogranicza – Niedamirów